# Peter Wirnsberger
Peter Wirnsberger (Vordernberg, 13 settembre 1958) è un ex sciatore alpino austriaco, vincitore della Coppa del Mondo di discesa libera nel 1986 e di una medaglia d'argento olimpica e iridata.
A volte viene identificato come Peter Wirnsberger I, per distinguerlo dall'omonimo sciatore Peter Wirnsberger II.

## Biografia
Discesista puro, Wirnsberger in Coppa del Mondo esordì il 17 dicembre 1976 con il 7º posto ottenuto sul tracciato della Saslong in Val Gardena, ottenne il primo podio l'8 gennaio dell'anno seguente sulla Kandahar di Garmisch-Partenkirchen (3º) e la prima vittoria il 27 gennaio 1979 nella medesima località; in quella stagione 1978-1979 si piazzò al 2º posto nella classifica della Coppa del Mondo di discesa libera, superato da Peter Müller di 20 punti.
Lake Placid 1980 fu la sua unica partecipazione olimpica (in seguito non sarebbe più riuscito a qualificarsi) e onorò la convocazione vincendo la medaglia d'argento nella discesa libera, valida anche ai fini dei Mondiali; due anni dopo ai Mondiali di Schladming 1982 fu 11º. Il 20 gennaio 1985 vinse la classica gara della Lauberhorn di Wengen; in quella stagione 1984-1985 si piazzò al 3º posto nella classifica della Coppa del Mondo di discesa libera e ai Mondiali di Bormio 1985 fu 6º.
Nella stagione 1985-1986 vinse la Coppa del Mondo di discesa libera con 5 punti di vantaggio su Müller grazie anche a 7 podi, con 4 vittorie tra le quali le classiche gare della Saslong della Val Gardena (14 dicembre) e, due volte, della Streif di Kitzbühel (17 e 18 gennaio, suoi ultimi successi nel massimo circuito internazionale). Ai Mondiali di Vail 1989 si classificò all'8º posto; l'8 dicembre 1990 ottenne a Val-d'Isère l'ultimo podio in Coppa del Mondo (3º). Prese ancora parte ai Mondiali di Saalbach-Hinterglemm 1991 (10º) e nel 1992 si ritirò dalle competizioni: la sua ultima gara fu la discesa libera di Coppa del Mondo disputata il 25 gennaio a Wengen (13º).

## Bilancio della carriera
Tra i grandi interpreti della discesa libera degli anni 1980, pur dovendo rivaleggiare con i forti colleghi di nazionale e con i Crazy Canucks Steve Podborski e Ken Read, riuscì a ottenere risultati di rilievo sia in Coppa del Mondo, sia ai Giochi olimpici. In particolare si aggiudicò la Coppa del Mondo di specialità nel 1986 e otto vittorie, tutte in discesa libera; conquistò anche la medaglia d'argento ai XIII Giochi olimpici invernali di Lake Placid 1980, dietro al compagno di squadra Leonhard Stock.

## Palmarès

### Olimpiadi
- 1 medaglia, valida anche ai fini dei Mondiali:
  - 1 argento (discesa libera a Lake Placid 1980)

### Coppa del Mondo
- Miglior piazzamento in classifica generale: 8º nel 1986
- Vincitore della Coppa del Mondo di discesa libera nel 1986
- 27 podi (tutti in discesa libera):
  - 8 vittorie
  - 7 secondi posti
  - 12 terzi posti

#### Coppa del Mondo - vittorie
| Data             | Località               | Paese          | Specialità |
| ---------------- | ---------------------- | -------------- | ---------- |
| 27 gennaio 1979  | Garmisch-Partenkirchen | Germania Ovest | DH         |
| 3 marzo 1979     | Lake Placid            | Stati Uniti    | DH         |
| 7 dicembre 1979  | Val-d'Isère            | Francia        | DH         |
| 20 gennaio 1985  | Wengen                 | Svizzera       | DH         |
| 14 dicembre 1985 | Val Gardena            | Italia         | DH         |
| 31 dicembre 1985 | Schladming             | Austria        | DH         |
| 17 gennaio 1986  | Kitzbühel              | Austria        | DH         |
| 18 gennaio 1986  | Kitzbühel              | Austria        | DH         |

Legenda:

DH = discesa libera

### Campionati austriaci
- 8 medaglie[2]:
  - 4 argenti (discesa libera nel 1978; discesa libera nel 1982; discesa libera nel 1983; discesa libera nel 1986)
  - 4 bronzi (combinata nel 1977; combinata nel 1978; discesa libera, supergigante nel 1987)